# Árbol bronquial

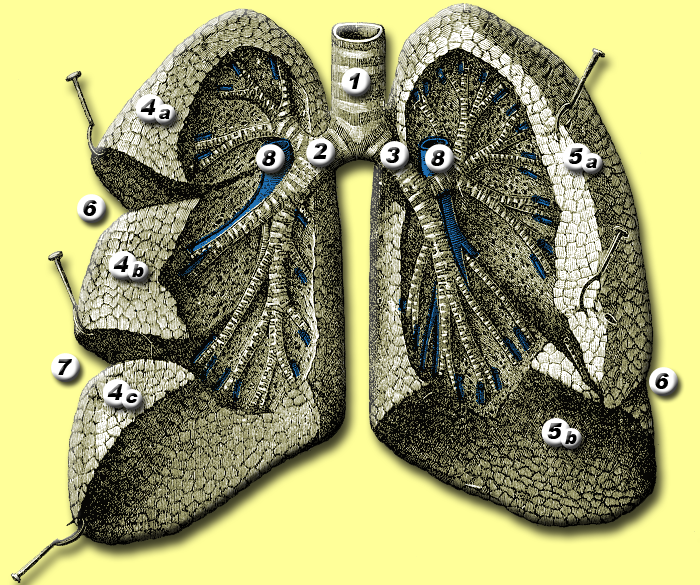
Imagen de la estructura pulmonar, 1 Tráquea, 2 Bronquio principal derecho, 3 Bronquio principal izquierdo

Después de la tráquea encontramos los bronquios, existen dos principales el derecho y el izquierdo. Los cuales luego se van ramificando de manera diferente.
Ambos bronquios dan origen a bronquios lobares, bronquios segmentarios y sus divisiones.

## Bronquio principal derecho
Da origen al Bronquio lobar superior, luego sigue con un trayecto denominado Bronquio intermedio, para dar origen al Bronquio lobar medio derecho y luego al Bronquio lobar inferior derecho, el cual no existe con las mismas características del anterior, dado que en realidad es la continuidad del Bronquio principal derecho luego de que ha dado origen al Bronquio lobar medio.
Bronquio lobar superior derecho
Se origina promedialmente a 25 mm de la tráquea, mide entre 10 a 12 mm de longitud y tiene un diámetro de entre 10 a 11 mm, se divide en Bronquio segmentario apical, Bronquio segmentario posterior y Bronquio segmentario anterior.
Bronquio intermedio
Comprende el bronquio principal derecho entre la parte inferior del origen del bronquio lobar superior y la parte superior del origen del bronquio lobar medio. Puede dar origen a ramas accesorias.
Bronquio lobar medio
Su diámetro promedio es de 6 mm y su longitud entre 10 a 15 mm. Termina generando el Bronquio segmentario lateral y el Bronquio segmentario medial.
El orificio de origen del bronquio lobar medio tiene una forma de "boca de horno".
Bronquio lobar inferior derecho
Da origen al Bronquio segmentario superior, Bronquio segmentario basal medial, Bronquio segmentario basal anterior, Bronquio segmentario basal lateral y Bronquio segmentario basal posterior.

## Bronquio principal izquierdo
Su dirección es casi horizontal y por ramificación origina el Bronquio lobar superior izquierdo y luego continúa como Bronquio lobar inferior izquierdo.
Bronquio lobar superior izquierdo
Da origen al Bronquio segmentario apicoposterior, Bronquio segmentario anterior, Bronquio segmentario lingular el cual luego se divide en bronquio segmentario superior de la língula y bronquio segmentario inferior de la língula.
Bronquio lobar inferior izquierdo
Es continuación del Bronquio principal izquierdo luego de la separación del Bronquio lobar superior. Genera cuatro ramas segmentarias. El Bronquio segmentario superior, bronquio segmentario basal anterior, bronquio segmentario basal lateral y el bronquio segmentario basal posterior.